# La Chapelle-Saint-Rémy
La Chapelle-Saint-Rémy è un comune francese di 904 abitanti situato nel dipartimento della Sarthe nella regione dei Paesi della Loira.

## Società

### Evoluzione demografica
Abitanti censiti